# Iwan Schartschow
Iwan Schartschow (georgisch ივანე შვეთზოვი, russisch Иван Швецов/Iwan Schwezow; * 6. März 1992) ist ein georgischer Eishockeyspieler, der seit 2016 bei Bakurianis Mimino in der georgischen Eishockeyliga spielt.

## Karriere
Schartschow begann seine Karriere beim Moskauer Nachwuchsklub Sdyushor Spartak. Seit 2016 spielt er bei Bakurianis Mimino in der Georgischen Eishockeyliga. Nach dem Ende der Einschränkungen durch die weltweite COVID-19-Pandemie spielte er 2022/23 auch bei Milenio Logroño in der spanische Superliga.

### International
Schartschow gab sein Debüt für die georgische Nationalmannschaft bei der Weltmeisterschaft der Division III 2017, bei der er gemeinsam mit seinem Landsmann Artjom Kurbatow zweitbester Scorer hinter Landsmann Artjom Kosjulin und gemeinsam mit dem Luxemburger Colm Cannon auch zweitbester Torschütze hinter Kosjulin wurde. Bei der Weltmeisterschaft der Division III 2018 stieg Schartschow mit dem georgischen Team in die Gruppe B der Division II auf. Bei den Weltmeisterschaften 2019, 2022, 2023 und 2024 spielte er dann in der Division II. Zudem vertrat er seine Farben bei der Olympiaqualifikation für die Winterspiele in Mailand 2026.

## Erfolge und Auszeichnungen
- 2018 Aufstieg in die Division II, Gruppe B, bei der Weltmeisterschaft der Division III
- 2022 Aufstieg in die Division II, Gruppe A, bei der Weltmeisterschaft der Division II, Gruppe B